# Nullosetigera bidentata
Nullosetigera bidentata är en kräftdjursart som först beskrevs av Brady 1883.  Nullosetigera bidentata ingår i släktet Nullosetigera och familjen Nullosetigeridae. Inga underarter finns listade i Catalogue of Life.